# Ngô Diệc Phàm
Ngô Diệc Phàm (giản thể: 吴亦凡; phồn thể: 吳亦凡; bính âm: Wú Yìfán, sinh ngày 6 tháng 11 năm 1990), cũng được biết đến với tên tiếng Anh Kris Wu và nghệ danh Kris (Hangul: 크리스), là một nam ca sĩ, nhạc sĩ, diễn viên và rapper người Canada gốc Hoa. Anh ra mắt công chúng với tư cách thành viên của nhóm nhạc nam Hàn Quốc EXO và hoạt động cùng nhóm đến năm 2014 khi anh chấm dứt hợp đồng với công ty quản lý SM Entertainment và rời nhóm. Anh bắt đầu sự nghiệp diễn xuất sau khi trở lại Trung Quốc và đã thủ vai chính trong một số bộ phim điện ảnh đứng đầu bảng xếp hạng doanh thu phòng vé như Mr. Six và Tây du ký: Mối tình ngoại truyện 2. Anh cũng đã dấn thân vào Hollywood vào năm 2017 trong bộ phim xXx: Phản đòn.
Sau khi bị cảnh sát Bắc Kinh bắt giữ vì các cáo buộc hiếp dâm vào tháng 7 năm 2021, Ngô Diệc Phàm đã bị Tòa án Nhân dân quận Triều Dương, Bắc Kinh kết án 13 năm tù giam vào tháng 11 năm 2022.

## Tiểu sử
Ngô Diệc Phàm có tên khai sinh là Lý Gia Hằng (李嘉恒), sinh ra tại Quảng Châu, Trung Quốc. Cha anh là người gốc Thạch Châu, Hồ Bắc, và mẹ anh tên là Ngô Tú Cầm (吴秀琴) đến từ Nam Kinh, Giang Tô. Do công việc của cha mẹ nên anh được gửi đến sống tại thành phố Bạch Ngân, tỉnh Cam Túc với ông bà ngoại cho đến khi anh vào học tiểu học ở Quảng Châu năm 5 tuổi.
Năm 10 tuổi, cha mẹ ly hôn, anh theo mẹ sang định cư ở Vancouver, British Columbia, Canada. Lúc này anh lấy tên tiếng Anh là Kevin. Hiện nay anh mang quốc tịch Canada.
Anh quay về Quảng Châu năm 15 tuổi, vào học tại trường trung học số 7 Quảng Châu và từng là đội trưởng đội bóng rổ của trường. Năm 2005, anh dẫn dắt đội tuyển giành chức vô địch giải đấu bóng rổ NBA Trung Quốc dành cho thanh thiếu niên bậc trung học cơ sở (少年NBA中国初中篮球联赛) khu vực miền nam Trung Quốc. Theo danh sách đội tuyển "Giải bóng rổ thiếu niên NBA Trung Quốc" năm 2005, anh vẫn ghi danh dưới tên Lý Gia Hằng.
Sau đó anh trở lại Canada một lần nữa để theo học tại trường trung học Point Grey Secondary School và Sir Winston Churchill Secondary School tại Vancouver, Canada. Năm 17 tuổi, anh chính thức theo họ mẹ và đổi tên thành Ngô Diệc Phàm.
Khi còn đi học, anh từng khao khát trở thành một vận động viên bóng rổ chuyên nghiệp, nhưng buộc phải từ bỏ vì chiều cao không quá 190 cm và còn gặp chấn thương. Năm 17 tuổi, anh cùng bạn bè tham gia cuộc thi tuyển chọn do SM Entertainment tổ chức tại Canada và trở thành thực tập sinh trong hoàn cảnh tình cờ vì muốn tự lập.

## Sự nghiệp

### 2012-2014: Thành viên EXO
Năm 17 tuổi, anh tham gia thử giọng tại Canadian SM Global Auditions của SM Entertainment ở Vancouver, British Columbia vào ngày 14 tháng 10 năm 2007.
Sau khi vượt qua cuộc tuyển chọn, anh đã tới Hàn Quốc làm thực tập sinh tại công ty SM vào năm 2008. Trước khi ra mắt chính thức, Kris từng xuất hiện trong video được chiếu tại buổi biểu diễn thuộc chuyến lưu diễn Girls' Generation Tour của nhóm nhạc nữ Girls' Generation tại Đài Loan năm 2011.
Kris được giới thiệu là thành viên thứ 11 của EXO vào ngày 17 tháng 2 năm 2012.
Ngày 15 tháng 5 năm 2014, SM Entertainment đã xác nhận thông qua một cuộc phỏng vấn rằng trưởng nhóm của EXO-M, Kris, đã đệ đơn kiện chống lại công ty để chấm dứt hợp đồng của mình. Có thông tin rằng có sự bất đồng giữa anh và SM Entertainment liên quan đến các hoạt động của anh.

### 2014-2016: Hoạt động độc lập
Ngày 24 tháng 6 năm 2014, Từ Tịnh Lôi công bố Ngô Diệc Phàm là diễn viên chính cho bộ phim mới của anh Có một nơi chỉ chúng ta biết. Bộ phim được quay ở Praha, Cộng hòa Séc và dự kiến sẽ được phát hành vào Ngày Valentine năm 2015. Ngày 17 Tháng 7, Kris phát hành ca khúc đơn ca đầu tiên của mình - Thời gian chử vũ (时间煮雨), mà đã là một nhạc phim cho bộ phim Trung Quốc, Tiểu Thời Đại 3. Theo Trang Âm nhạc cập nhật chính thức của Weibo, bài hát phá vỡ kỷ lục, vượt 1 triệu lượt nghe trong vòng 3 giờ và 25 phút trong ngày đầu tiên phát hành.
Ngày 12 tháng 8, Ngô Diệc Phàm vào vai Hạ Mộc trong phim điện ảnh Sweet Sixteen (Hạ Hữu Kiều Mộc Nhã Vọng Thiên Đường) dựa trên tiểu thuyết cùng tên, hợp tác cùng với Hàn Canh và Joo Won.
Ngày 11 tháng 9, bộ phim điện ảnh Có một nơi chỉ chúng ta biết tổ chức buổi công bố đóng máy, Ngô Diệc Phàm biểu diễn ca khúc All of me.
Ngô Diệc Phàm đã được giới thiệu tại Harper's Bazaar China vào tháng 10. Buổi chụp hình được thực hiện tại Praha trong khi anh đang quay phim cho bộ phim đầu tiên của mình, Somewhere Only We Know.
Ngày 16 tháng 10,  Huayi Brothers Media Corporation xác nhận thông tin cho biết Ngô Diệc Phàm sẽ đóng một vai phụ trong bộ phim Lão Pháo với đạo diễn nổi tiếng Phùng Tiểu Cương và được đạo diễn bởi Quản Hổ.
0 giờ ngày 6 tháng 11, Ngô Diệc Phàm phát hành ca khúc Có một nơi (有一个地方), là ca khúc chủ đề của bộ phim Có một nơi chỉ chúng ta biết.
Cùng ngày, anh xuất hiện trong chương trình Đưa bạn đi gặp TA của Tencent Video, cùng fans trải qua sinh nhật tuổi 24. Lần gặp mặt này là lần đầu tiên Ngô Diệc Phàm lấy danh nghĩa cá nhân công khai lộ diện sau khi kết thúc hợp đồng với công ty quản lý cũ.
Ngày 1 tháng 12, anh trở thành ngôi sao trẻ nhất được dựng tượng sáp đặt ở bảo tàng sáp Madam Tussaud ở Thượng Hải.
Ngày 6 tháng 12, Ngô Diệc Phàm là nam nghệ sĩ 9x đầu tiên xuất hiện trên trang bìa tạp chí Esquire, số tháng 12.
Ngày 26 tháng 12, giám đốc của Nho Ý Hân Hân (RuYi Films) công bố Ngô Diệc Phàm sẽ diễn vai nam chính Trình Tranh trong bộ phim điện ảnh Hoá ra anh vẫn ở đây.
Ngày 15 tháng 1 năm 2015, Ngô Diệc Phàm trở thành diễn viên khách mời xuất hiện trong phim điện ảnh Mỹ Nhân Ngư của đạo diễn Châu Tinh Trì.
Ngày 10 tháng 2, phim điện ảnh Có một nơi chỉ chúng ta biết được công chiếu ở Trung Quốc đại lục, đạt mức doanh thu phòng vé 287 triệu NDT.
Tháng 2, Ngô Diệc Phàm trở thành nam nghệ sĩ trẻ nhất được xuất hiện trên trang bìa tạp chí Harper's Bazaar China.
Ngày 4 tháng 5, anh  xác nhận diễn vai Ngân Trần trong bộ phim điện ảnh Tước Tích của đạo diễn Quách Kính Minh.
Ngày 5, Ngô Diệc Phàm tới New York tham dự Met Gala.
Ngày 9, được đề cử giải Diễn viên mới xuất sắc nhất trong Liên hoan phim sinh viên đại học Bắc Kinh lần thứ 22.
Ngày 18, thông qua Weibo, Đài truyền hình vệ tinh Chiết Giang công bố Ngô Diệc Phàm tham gia show truyền hình thực tế Liên Minh Khiêu Chiến. Ngày 19, đạt giải Diễn viên mới xuất sắc nhất trong khuôn khổ Liên hoan phim Quốc tế Hoa Ngữ lần thứ 3.
Ngày 1 tháng 6, trở thành nam nghệ sĩ đầu tiên xuất hiện trên trang bìa tạp chí VOGUE China, số tháng 7.
Ngày 24, nhận lời mời của thương hiệu thời trang Pháp Givenchy tới Paris tham dự Tuần lễ thời trang nam Xuân Hè 2016, bắt đầu hành trình tuần lễ thời trang đầu tiên.
Tháng 8, anh trở thành nam nghệ sĩ 9x đầu tiên được xuất hiện trên trang bìa tạp chí L'OFFICIEL HOMMES, số tháng 8.
Ngày 6, anh xác nhận trở thành nam chính Đường Tăng trong phim điện ảnh Tây du ký: Mối tình ngoại truyện 2 do Châu Tinh Trì vàTừ Khắc làm đạo diễn.
Ngày 6 tháng 9, hình ảnh của anh xuất hiện trên tấm pano quảng cáo khổ lớn ở Quảng trường Thời Đại New York, trong chiến dịch quảng bá mang tên Straight outta Compton của thương hiệu tai nghe nổi tiếng Beats by Dr.Dre.
Cùng ngày, tạp chí Marie Claire công bố Ngô Diệc Phàm trở thành nam nghệ sĩ người Hoa đầu tiên xuất hiện trên trang bìa của tạp chí này.
Ngày 27 tháng 10, anh tham gia lễ kỉ niệm 10 năm thành lập tạp chí VOGUE China.
Vào sinh nhật ngày 6 tháng 11, Ngô Diệc Phàm phát hành ca khúc Bad Girl.
Cùng ngày, anh tổ chức fanmeeting Fantastic Ngô Diệc Phàm 2015.
Tối ngày 22 tháng 11, phim điện ảnh Lão Pháo tổ chức concert tại Bắc Kinh. Tại đây, trailer đơn của Ngô Diệc Phàm được công bố.
Tháng 12, Ngô Diệc Phàm xuất hiện trên trang bìa nhóm đặc biệt cuối năm chủ đề Gương mặt của năm của tạp chí PEOPLE China, với tư cách Thần tượng của năm, đồng thời là nam nghệ sĩ 9x đầu tiên xuất hiện trên trang bìa của tạp chí này.
Ngày 13, anh trở thành bình luận viên khách mời, cùng với Ke Fan và Fang Yi bình luận cho trận thi đấu bóng rổ NBA do Tencent tổ chức, giữa hai đội Los Angeles Lakers và Houston Rockets.
Ngày 15, anh xác nhận tham gia bộ phim điện ảnh Valerian và thành phố ngàn hành tinh của đạo diễn Luc Besson. Cùng ngày, ca khúc tuyên truyền phim Lão Pháo - Hoa Phòng Cô Nương được phát hành, và MV ca khúc được ra mắt vào ngày hôm sau.
Ngày 30, anh giành giải Thần tượng màn bạc có thái độ tốt nhất của Lễ trao giải nhân vật có thái độ tốt nhất NetEase 2015.
Ngày 11 tháng 1 năm 2016, Ngô Diệc Phàm nhận lời của thương hiệu Burberry, anh đến Luân Đôn tham dự show diễn London Winter Men's Week năm 2016. Ngô Diệc Phàm là người Châu Á đầu tiên trong lịch sử Burberry trở thành đại diện toàn cầu cho thương hiệu này, người đầu tiên sải bước và mở màn tại sàn diễn trong Tuần lễ thời trang uy tín trên thế giới.
Ngày 13 tháng 2, Ngô Diệc Phàm đã tham gia vào đội Canada đấu với đội đối thủ Mỹ trong trận NBA All-Stars Celebrity được tổ chức tại Toronto, Canada. Sau khi vào sân, anh có 3 lần cầm bóng trong số 9 lần của cả đội, ghi được 6 điểm và 7 lần tranh bóng bật bảng (rebound).
Ngày 21 tháng 7, sau một thời gian dài hòa giải mà không đạt được thỏa thuận chung, vụ kiện giữa Ngô Diệc Phàm với công ty chủ quản SM đã chính thức kết thúc. Theo phán quyết hòa giải của tòa án, Ngô Diệc Phàm sẽ không được hoạt động nghệ thuật tại Hàn Quốc và Nhật Bản theo hợp đồng ký với SM đến năm 2022. Còn tại các thị trường khác, công ty SM không có quyền can thiệp vào hoạt động nghệ thuật của Ngô Diệc Phàm theo quy định của pháp luật. Bên cạnh đó, Ngô Diệc Phàm cũng hoàn toàn có quyền hoạt động độc lập hoặc hợp tác với bên thứ ba và không cần chi trả bất kì phần trăm thu nhập nào cho SM.

### 2017 – 2021: Xuất hiện quốc tế và Antares
Vào tháng 1 năm 2017, Ngô Diệc Phàm xuất hiện trong bộ phim XXx: Phản đòn, anh góp giọng trong bài nhạc phim Juice  cùng Vin Diesel, anh đóng vai  Đường Tăng trong phim Tây du ký: Mối tình ngoại truyện 2
Vào tháng 2, anh tham dự Lễ trao giải Grammy lần thứ 59 tại Los Angeles, Wu có lần  thứ hai tham gia  NBA All-Star 2017 ở New Orleans
Vào tháng 7, anh đóng vai chính trong bộ phim khoa học viễn tưởng Valerian và thành phố ngàn hành tinh của Luc Besson
Vào tháng 10, anh phát hành "Deserve", kết hợp với rapper người Mỹ Travis Scott. Sau khi phát hành, "Deserve" đã giữ vị trí số 1 trên bảng xếp hạng iTunes Hoa Kỳ, đưa anh  trở thành nghệ sĩ Trung Quốc duy nhất đạt được thành tích này. Vào cuối năm 2017, Wu phát hành đĩa đơn, "B.M.". Ngô Diệc Phàm cũng phát hành đĩa đơn khác, "Miss You" có sự góp mặt của Triệu Lệ Dĩnh vào Giáng sinh 2017. Video âm nhạc được phát hành vào ngày 28 tháng 12.
Ngô Diệc Phàm đóng vai chính trong bộ phim hành động kinh dị Europe Raiders do Hồng Kông sản xuất năm 2018, cùng với Lương Triều Vỹ.
Album đầu tay Antares của Ngô Diệc Phàm gồm các đĩa đơn "Like That" và "Freedom" (kết hợp cùng Jhené Aiko) được phát hành vào ngày 2 tháng 11 năm 2018.
Vào ngày 19 tháng 4 năm 2019,  Ngô Diệc Phàm phát hành đĩa đơn, "Big Bowl, Thick Noodle", video âm nhạc đạt 90 triệu lượt xem trên trang web Miaopai. Sau đó, anh bắt đầu chuyến lưu diễn Alive Tour của mình tại các thành phố trên khắp Trung Quốc. Vào ngày 6 tháng 11 năm 2019, đúng sinh nhật lần thứ 29, Wu phát hành đĩa đơn thứ hai, "Eternal Love", cùng với một bộ phim đi kèm với sự tham gia của anh và người mẫu Nhật Bản Kimura Mitsuki, con gái của nam diễn viên Kimura Takuya .
Vào ngày 22 tháng 4 năm 2020, Wu phát hành một EP gồm 4 ca khúc mang tên Testing, trước đĩa đơn "Aurora" vào ngày 15 tháng 4. EP đã được đặt trước 1 triệu lần chỉ 87 phút sau khi ra mắt trên QQ Music của Tencent, đánh dấu một kỷ lục mới cho nền tảng này. EP có 3 bài hát tiếng Trung và 1 bài hát tiếng Anh

## Vấn đề pháp lý

### Vụ kiện cáo với SM Entertainment
Vào ngày 15 tháng 5 năm 2014, Ngô Diệc Phàm đã đệ đơn kiện lên SM Entertainment để chấm dứt hợp đồng của mình. Công ty sau đó tuyên bố hoàn toàn bất ngờ trước động thái này mặc dù trong quá khứ hai bên từng có một số tranh chấp liên quan đến hợp đồng làm việc.
Ngày 30 tháng 7 năm 2015, SM Entertainment đệ đơn kiện ngược lại Ngô Diệc Phàm và bên công ty quản lý tại tòa án Bắc Kinh vì cho rằng "những hành động này đã vi phạm đến quyền của các thành viên EXO và SM, đồng thời cũng gây ra thiệt hại lớn về mặt tài chính cho công ty và đối tác, [...] phản bội lòng tin từ phía người hâm mộ cùng các thành viên trong nhóm". Ngày hôm sau, Ngô Diệc Phàm đã đưa ra các tuyên bố chống lại cáo buộc trên rằng SM Entertainment từng ép anh phải rời nhóm trong vài tháng và cách mà công ty ngược đãi cũng như bỏ bê nghệ sĩ của họ, điều đã dẫn đến các vấn đề sức khỏe nghiêm trọng, thậm chí Ngô Diệc Phàm đã phải dùng thuốc giảm đau để có thể làm việc từ tháng 7 năm 2013 đến tháng 1 năm 2014 khi được chẩn đoán mắc bệnh viêm cơ tim. Một thỏa thuận sau đó đã đạt được, trong đó anh sẽ chỉ chịu sự quản lý của công ty ở Hàn Quốc và Nhật Bản.

### Kết án lạm dụng tình dục
Vào ngày 8 tháng 7 năm 2021, một sinh viên 19 tuổi người Trung Quốc Đô Mỹ Trúc đã cáo buộc Ngô Diệc Phàm chuyên dụ dỗ các cô gái trẻ quan hệ tình dục với anh. Cô cũng cho biết bản thân từng gặp Ngô Diệc Phàm vào năm 17 tuổi trong một bữa tiệc, sau đó cô đã bị chuốc say và bị ép quan hệ tình dục, đồng thời nói rằng cô biết ít nhất 8 nạn nhân có liên quan đến Ngô Diệc Phàm, trong đó có cả bản thân cô. Hai trong số họ thậm chí còn mới ở độ tuổi trẻ vị thành niên. Ngô Diệc Phàm và phía công ty quản lý của anh đã phủ nhận hoàn toàn các cáo buộc trên, nhưng Đô Mỹ Trúc lại tiết lộ trên mạng xã hội rằng quản lý của anh đã cố gắng đút lót cô để cho qua vụ việc. Cô cũng yêu cầu Ngô Diệc Phàm sớm từ giã giới giải trí, rời khỏi Trung Quốc và phải gửi thư xin lỗi viết tay cho từng nạn nhân. Các cáo buộc này sau đó đã dẫn đến việc nhiều thương hiệu và nhãn hàng tạm ngưng hoặc hủy bỏ các hợp đồng quảng cáo và đóng phim với anh.
Ngày 31 tháng 7 năm 2021, Cục cảnh sát quận Triều Dương, Bắc Kinh thông báo tạm giam Ngô Diệc Phàm để điều tra hành vi lừa gạt, hiếp dâm. Ngày 16 tháng 8 năm 2021, Viện Kiểm Sát nhân dân quận Triều Dương, Bắc Kinh chính thức phê chuẩn lệnh bắt giữ đối với Ngô Diệc Phàm vì cáo buộc hiếp dâm. Đến tháng 12, Tòa án đã cho phong toả toàn bộ tài sản của công ty Ngô Diệc Phàm.
Ngày 25 tháng 11 năm 2022, Tòa án Nhân dân quận Triều Dương, Bắc Kinh kết án Ngô Diệc Phàm 13 năm tù giam và trục xuất khỏi Trung Quốc sau khi mãn hạn tù vì tội danh hiếp dâm và gian dâm tập thể. Anh cũng bị phạt thêm 600 triệu tệ vì tội danh trốn thuế.

## Danh sách bài hát

### Nhạc
| Năm        | Tựa đề                          | Ca sĩ                                                | Ghi chú                                                            |
| ---------- | ------------------------------- | ---------------------------------------------------- | ------------------------------------------------------------------ |
| 2012       | Like A G6                       | ft. Amber (F(x)) & Key (SHINee)                      | SM Town                                                            |
| 30/12/2013 | Say Yes                         | ft. Jessica Jung & Krystal Jung                      | Make Your Move OST                                                 |
| 30/06/2014 | Time Boils The Rain (时间煮雨)  | đơn ca                                               | Tiểu Thời Đại 3 OST                                                |
| 06/11/2014 | There Is The Place (有一个地方) | đơn ca                                               | Có một nơi chỉ chúng ta biết OST                                   |
| 06/11/2015 | Bad Girl                        | đơn ca                                               | đơn khúc tiếng Trung                                               |
| 2015       | Lullaby                         | ft. Kevin Shin                                       | sáng tác khi còn là thực tập sinh, dành tặng mẹ                    |
| 15/12/2015 | Greenhouse Girl (花房姑娘)      | đơn ca                                               | Lão Pháo Nhi OST                                                   |
| 22/07/2016 | Từ Nay Về Sau (从此以后)        | đơn ca                                               | Hạ hữu kiều mộc OST                                                |
| 05/09/2016 | Đao Kiếm Như Mộng (刀剑如梦)    | đơn ca                                               | Game Thế giới Kiếm Hiệp                                            |
| 09/11/2016 | July                            | đơn ca                                               | đơn khúc tiếng Anh                                                 |
| 20/12/2016 | Good Kid (乖乖)                 | ft. Đàm Tinh                                         | Tây Du Phục Yêu Thiên OST                                          |
| 19/01/2017 | Juice                           |                                                      | xXx: Sự trở lại của Xander Cage OST                                |
| 25/07/2017 | 6                               | đơn ca                                               | EP 6, trong chương trình The Rap Of China                          |
| 12/09/2017 | Con Đường Tôi Chọn (我选择的路) | đơn ca                                               | Bài hát quảng bá cho Hội viên VIP iQiYi                            |
| 11/10/2017 | Deserve                         | ft. Travis Scott                                     | Album Antares                                                      |
| 27/11/2017 | B.M.                            | đơn ca                                               | Bài hát quảng bá cho thương hiệu Burberry                          |
| 25/12/2017 | Miss You (想你）                | ft. Triệu Lệ Dĩnh                                    | sáng tác dành tặng Meigeni                                         |
| 23/01/2018 | 18                              | ft. George Miller, Rich Brian, Trippie Redd, Baauer  | viết về tuổi 18 của mỗi người                                      |
| 18/05/2018 | Like That                       | đơn ca                                               | Album Antares                                                      |
| 06/06/2018 | Tian Di (天地）                 | đơn ca                                               | Album Antares                                                      |
| 10/08/2018 | Hold Me Down (Chinese Ver.)     | đơn ca                                               | Album Antares                                                      |
| 14/09/2018 | Freedom                         | ft. Jhene Aiko                                       | Album Antares                                                      |
| 12/10/2018 | Tough Pill (悟)                 | đơn ca                                               | Album Antares                                                      |
| 19/10/2018 | Coupe                           | ft. Rich The Kid                                     | Album Antares                                                      |
| 02/11/2018 | November Rain                   | đơn ca                                               | Album Antares                                                      |
| 02/11/2018 | Selfish                         | đơn ca                                               | Album Antares                                                      |
| 02/11/2018 | Explore                         | đơn ca                                               | Album Antares                                                      |
| 02/11/2018 | We Alive                        | đơn ca                                               | Album Antares                                                      |
| 02/11/2018 | Antares                         | đơn ca                                               | Album Antares                                                      |
| 02/11/2018 | Hold Me Down (English Version.) | đơn ca                                               | Album Antares                                                      |
| 02/11/2018 | Tough Pill                      | đơn ca                                               | Album Antares                                                      |
| 19/04/2019 | Bát Mì Lớn (大碗宽面）          | đơn ca                                               | đơn khúc tiếng Trung                                               |
| 06/08/2019 | Hừng Đông (破晓)                | đơn ca                                               | trong chương trình The Rap Of China                                |
| 06/11/2019 | Nhị Tam (贰叁)                  | đơn ca                                               | đơn khúc tiếng Trung                                               |
| 22/12/2019 | Đệ Nhất Thuận Vị (第一顺位)     | ft. Dương Hoà Tô (KeyNG)                             | trong chương trình The Rap Of China                                |
| 22/12/2019 | Phong Xuy Thảo Động (风吹草动)  | ft. Đại Xoạ (Damn Shine)                             | trong chương trình The Rap Of China                                |
| 17/01/2020 | Hiệp khách hành (侠客行)        | đơn ca                                               | ca khúc chủ đề cho nhân vật Lý Bạch trong game Vương Giả Vinh Diệu |
| 01/04/2020 | Cà phê (咖啡)                   | ft. Lộc Hàm                                          |                                                                    |
| 15/04/2020 | Cực Quang (极光)                | đơn ca                                               | EP TESTING, bài hát quảng bá cho thương hiệu Lancôme               |
| 22/04/2020 | Biển Thời Gian (时间海)         | đơn ca                                               | EP TESTING                                                         |
| 22/04/2020 | THROWBACK                       | đơn ca                                               | EP TESTING                                                         |
| 22/04/2020 | PUPPET                          | đơn ca                                               | EP TESTING                                                         |
| 10/08/2020 | RAPSTAR                         | ft. Trương Lương Dĩnh, Phan Vỹ Bá, GAI, Jay Park     | The Rap of China 2020 Cypher                                       |
| 11/09/2020 | I'm Outcha (Remix)              | ft. L4WUDU Lý Kiều Châu                              | The Rap of China 2020                                              |
| 27/05/2021 | To Fly (翱翔)                   | 20XXCLUB (ft. Wudu, Anoryz, Macovaseas, Turbo, Regi) |                                                                    |

## Danh sách phim

### Phim điện ảnh
| Năm  | Tựa đề                               | Tên tiếng Trung        | Vai                          | Ghi chú              | Doanh thu                               |
| ---- | ------------------------------------ | ---------------------- | ---------------------------- | -------------------- | --------------------------------------- |
| 2015 | Có Một Nơi Chỉ Chúng Ta Biết         | 有一个地方只有我们知道 | Bành Trạch Dương             | Nam chính phiên vị 1 | 287 triệu NDT                           |
| 2015 | Lão Pháo                             | 老炮儿                 | Tiểu Phi                     | Nam phụ phiên vị 4   | 902 triệu NDT                           |
| 2016 | Mỹ nhân ngư                          | 美人鱼                 | Long Kiến Phi                | Khách mời            | 3,39 tỷ NDT                             |
| 2016 | Hạ Hữu Kiều Mộc Nhã Vọng Thiên Đường | 夏有乔木雅望天堂       | Hạ Mộc                       | Nam chính phiên vị 1 | 156 triệu NDT                           |
| 2016 | Tước Tích                            | 爵迹                   | Ngân Trần                    | Nam chính phiên vị 2 | 383 triệu NDT                           |
| 2016 | Hóa ra anh vẫn ở đây                 | 原来你还在这里         | Trình Tranh                  | Nam chính phiên vị 1 | 337 triệu NDT                           |
| 2017 | Tây Du Ký - Mối Tình Ngoại Truyện 2  | 西游伏妖篇             | Đường Tăng                   | Nam chính phiên vị 1 | 1,656 tỷ NDT                            |
| 2017 | Valerian và thành phố ngàn hành tinh |                        | Sergeant Neza                | Vai phụ              | 409 triệu NDT; 225,9 triệu USD toàn cầu |
| 2017 | xXx: Phản đòn                        |                        | Nick                         | Nam phụ phiên vị 4   | 1,13 tỷ NDT; 346,1 triệu USD toàn cầu   |
| 2018 | Công Du Châu Âu                      | 欧洲攻略               | Lạc Kỳ                       | Nam phụ phiên vị 2   | 153 triệu NDT                           |
| 2020 | Tước Tích 2: Lãnh Huyết Cuồng Yến    | 冷血狂宴               | Ngân Trần, Tu Xuyên Địa Tàng | Nam chính            | chiếu mạng (Tencent Video VIP)          |

### Phim truyền hình
| Thời gian phát sóng | Đơn vị phát sóng | Tựa đề                          | Vai diễn    | Ghi chú   |
| ------------------- | ---------------- | ------------------------------- | ----------- | --------- |
| 202x                |                  | Đại Nghiệp Kiến Quốc (建国大业) |             | khách mời |
| 202x                |                  | Thanh Trâm Hành (青簪行)        | Lý Thư Bạch | Nam chính |

## Show truyền hình

### Thành viên cố định
| Thời gian phát sóng     | Tên chương trình                           | Đơn vị phát sóng            | Vị trí                         |
| ----------------------- | ------------------------------------------ | --------------------------- | ------------------------------ |
| 12/09 - 05/12/2015      | Liên minh khiêu chiến mùa 1 (挑战者联盟)   | Đài truyền hình Chiết Giang | Đội hình chính                 |
| 05/05 - 28/07/2017      | 72 tầng kỳ lâu (七十二层奇楼)              | Đài truyền hình Hồ Nam      | Đội hình chính                 |
| 24/06 - 09/09/2017      | The Rap of China (中国有嘻哈）             | iQIYI (chiếu mạng)          | Producer                       |
| 14/07 - 29/09/2018      | The Rap of China mùa 2 (中国新说唱）       | iQIYI (chiếu mạng)          | Nhà sản xuất âm nhạc, Producer |
| 21/10/2018 - 06/01/2019 | The next top bang (下一站传奇)             | Đài truyền hình Đông Phương | HLV đội nữ                     |
| 14/06 - 31/08/2019      | The Rap of China mùa 3 (中国新说唱2)       | iQIYI (chiếu mạng)          | Producer                       |
| 06/12/2019 - 21/02/2020 | Đối tác trào lưu (潮流合伙人)              | iQIYI (chiếu mạng)          | Quản lý cửa hàng               |
| 09/08 - 11/10/2020      | Tay chơi trào lưu đâu rồi (潮玩人类在哪里) | Tencent Video (chiếu mạng)  | Người khởi xướng trào lưu      |
| 14/08 - 30/10/2020      | The Rap of China mùa 4 (中国新说唱3)       | iQIYI (chiếu mạng)          | Chủ hãng thu âm                |

### Khách mời
| Thời gian phát sóng | Tên chương trình                         | Khách mời cùng tham gia                              |
| ------------------- | ---------------------------------------- | ---------------------------------------------------- |
| 06/11/2014          | Đưa bạn đi gặp TA (带你去见TA)           |                                                      |
| 04/02/2015          | Đại bài giá đáo (大牌驾到)               |                                                      |
| 22/02/2015          | Lỗ Dự có hẹn (鲁豫有约)                  |                                                      |
| 21/03/2015          | Khoái lạc đại bản doanh (快乐大本营）    | Trần Vỹ Đình, Trương Hàn, Dương Dương                |
| 02/06/2015          | Lỗ Dự có hẹn (鲁豫有约)                  |                                                      |
| 01/07/2015          | Thứ 2 gặp (周一见)                       |                                                      |
| 26/12/2015          | Khoái lạc đại bản doanh (快乐大本营）    | Đoàn phim "Lão Pháo"                                 |
| 27/12/2015          | Tiếu ngạo giang hồ (笑傲江湖)            |                                                      |
| 06/01/2016          | Thương thương tam nhân hành (锵锵三人行) |                                                      |
| 08/01/2016          | Thiên thiên hướng thượng (天天向上)      | Đoàn phim "Lão Pháo"                                 |
| 11/01/2016          | Thương thương tam nhân hành (锵锵三人行) |                                                      |
| 12/01/2016          | Đại bài giá đáo (大牌驾到)               |                                                      |
| 29/01/2016          | Thiên thiên hướng thượng (天天向上)      | Trịnh Tú Nghiên, Trịnh Khải                          |
| 29/01/2016          | Vương bài đối vương bài (王牌对王牌）    |                                                      |
| 03/03/2016          | Phi thường tịnh cự ly (非常静距离)       |                                                      |
| 21/01/2017          | Khoái lạc đại bản doanh (快乐大本营）    | Đoàn phim "Tây du ký: Mối tình ngoại truyện 2"       |
| 02/09/2017          | Khoái lạc đại bản doanh (快乐大本营)     | Thí sinh "The Rap of China"                          |
| 22/06/2018          | Tôi muốn hát cùng bạn 3 (我想和你唱3)    | Fans                                                 |
| 31/05/2019          | Hướng về cuộc sống mùa 3 (向往的生活3)   | Vương Lệ Khôn, Trần Kiều Ân, Dung Tổ Nhi, Tống Thiến |
| 07/06/2019          | Hướng về cuộc sống mùa 3 (向往的生活3)   | Vương Lệ Khôn, Trần Kiều Ân, Dung Tổ Nhi, Tống Thiến |
| 14/06/2019          | Hướng về cuộc sống mùa 3 (向往的生活3)   | Vương Lệ Khôn, Trần Kiều Ân, Dung Tổ Nhi, Tống Thiến |
| 08/12/2019          | Nhà hàng tâm động (心动餐厅)             |                                                      |
| 28/12/2019          | Khoái lạc đại bản doanh (快乐大本营)     | show "Đối tác trào lưu"                              |
| 16-17/05/2020       | Sáng tạo doanh 3 (创造营3)               |                                                      |

## Concert
| 《Thiên • Địa • Đông • Tây • ALIVE TOUR》 | 《Thiên • Địa • Đông • Tây • ALIVE TOUR》 | 《Thiên • Địa • Đông • Tây • ALIVE TOUR》          | 《Thiên • Địa • Đông • Tây • ALIVE TOUR》 |
| Thời gian                                 | Thành phố                                 | Địa điểm                                           | Bài hát được biểu diễn |
| ----------------------------------------- | ----------------------------------------- | -------------------------------------------------- | --- |
| 20/04/2019                                | Nam Kinh                                  | Sân vận động Công viên thể thao Olympic thanh niên | 1. Antares 2. We Alive 3. July 4. B.M. 5. Coupe 6. Miss You 7. Like That 8. Freedom 9. Selfish 10. November Rain 11. Tough Pill 12. Explore 13. Bad Girl 14. Hold Me Down 15. 6 16. Juice 17. From Now On 18. Em khiến cho tôi say 19. Time Boils The Rain 20. Lullaby 21. Young OG+Desever 22. Tian Di |
| 11/05/2019                                | Bắc Kinh                                  | Trung tâm Cadillac                                 | 1. Antares 2. We Alive 3. July 4. B.M. 5. Coupe 6. Miss You 7. Like That 8. Freedom 9. Selfish 10. November Rain 11. Tough Pill 12. Explore 13. Bad Girl 14. Hold Me Down 15. 6 16. Juice 17. From Now On 18. Em khiến cho tôi say 19. Time Boils The Rain 20. Lullaby 21. Young OG+Desever 22. Tian Di |
| 25/05/2019                                | Trùng Khánh                               | Trung tâm văn hoá thể thao Hoa Hi                  | 1. Antares 2. We Alive 3. July 4. B.M. 5. Coupe 6. Miss You 7. Like That 8. Freedom 9. Selfish 10. November Rain 11. Tough Pill 12. Explore 13. Bad Girl 14. Hold Me Down 15. 6 16. Juice 17. From Now On 18. Em khiến cho tôi say 19. Time Boils The Rain 20. Lullaby 21. Young OG+Desever 22. Tian Di |

## Đại diện quảng cáo
| Thời gian | Tên thương hiệu                         | Danh phận                                                      | Ghi chú                                                                                   |
| --------- | --------------------------------------- | -------------------------------------------------------------- | ----------------------------------------------------------------------------------------- |
| 2014      | Ứng dụng Tencent                        | Đại diện ứng dụng                                              | cùng Trần Vỹ Đình                                                                         |
| 2015      | TongYi IceTea                           | Đại diện sản phẩm Hồng trà lạnh, Lục trà lạnh                  |                                                                                           |
| 2015      | Mengniu                                 | Đại diện sản phẩm Sữa chua kem, kem Đế Lan Thánh Tuyết         |                                                                                           |
| 2015      | Mỹ phẩm Lancôme                         | Đại diện dòng Lancôme Rose Beauty CC                           |                                                                                           |
| 2015      | Hoa hồng Roseonly                       | Người mẫu quảng bá hình ảnh                                    |                                                                                           |
| 2015      | Adidas Originals                        | Đại diện khu vực Trung Quốc                                    |                                                                                           |
| 2015      | Mỹ phẩm Maybelline                      | Đại diện sản phẩm Kem BB                                       |                                                                                           |
| 2015      | Game Toàn dân đột kích                  | Đại diện Game điện thoại                                       |                                                                                           |
| 2015      | Tập đoàn thời trang online YOHO         | Đại diện thương hiệu đầu tiên                                  |                                                                                           |
| 2016      | Saky                                    | Đại diện thương hiệu                                           |                                                                                           |
| 2016      | Rượu nhẹ MIXXTAIL                       | Đại diện thương hiệu đầu tiên                                  |                                                                                           |
| 2016      | Laptop Dell                             | Đại diện dòng Dell XPS                                         |                                                                                           |
| 2016      | Show truyền hình Super Girls            | Đại diện thương hiệu đầu tiên                                  |                                                                                           |
| 2016      | Mercedes Benz - Smart                   | Đại diện thương hiệu toàn cầu                                  | Người Trung Quốc đầu tiên, kết hợp sản xuất phiên bản Ngô Diệc Phàm đặc biệt              |
| 2016      | Kính mắt Ray-Ban                        | Đại diện thương hiệu                                           | Người Trung Quốc đầu tiên                                                                 |
| 2016      | Snack Lays                              | Đại diện thương hiệu                                           |                                                                                           |
| 2016      | BVLGARI                                 | Đại diện thương hiệu toàn cầu                                  | Nam nghệ sĩ Châu Á đầu tiên, đến nay                                                      |
| 2016      | Điện thoại Huawei Honor                 | Đại diện thương hiệu con Honor toàn cầu                        |                                                                                           |
| 2016      | Thẻ tín dụng American Express I.T       | Đại diện thương hiệu đầu tiên                                  |                                                                                           |
| 2016      | Dệt may gia dụng Mercury                | Đại diện thương hiệu                                           |                                                                                           |
| 2016      | Game Thế giới kiếm hiệp                 | Đại diện Game điện thoại                                       |                                                                                           |
| 2016      | Burberry                                | Đại diện thương hiệu toàn cầu                                  | Người Trung Quốc đầu tiên, Đại diện không phải người Anh đầu tiên, đến giữa tháng 10/2018 |
| 2016      | Sohu News                               | Đại diện thương hiệu                                           |                                                                                           |
| 2017      | L'Oréal Men Expert                      | Đại diện dòng Men Expert toàn cầu                              | đến nay                                                                                   |
| 2017      | McDonald's                              | Đại diện thương hiệu khu vực Trung Quốc                        | đại dện đầu tiên trong lịch sử 10 năm của hãng tại Trung Quốc                             |
| 2017      | Xe điện LIMA                            | Đại diện thương hiệu                                           |                                                                                           |
| 2017      | Mengniu                                 | Đại diện sản phẩm Sữa chua lợi khuẩn Ưu Ích C                  |                                                                                           |
| 2017      | Điện thoại XiaoMi                       | Đại diện thương hiệu                                           |                                                                                           |
| 2017      | Tập đoàn phân phối I.T                  | Đại diện toàn cầu đầu tiên                                     |                                                                                           |
| 2017      | iQIYI                                   | Đại diện hội viên VIP iQIYI                                    |                                                                                           |
| 2017      | Trà TEAPAI Nông Phu Sơn Tuyền           | Đại diện thương hiệu                                           |                                                                                           |
| 2017      | BEATS (Beats by Dr.Dre)                 | Đại diện thương hiệu toàn cầu                                  |                                                                                           |
| 2018      | NFL Super Bowl                          | Đại sứ NFL Super Bowl lần thứ 52                               | người Trung Quốc đầu tiên biểu diễn tại Super Bowl Live                                   |
| 2018      | Mengniu                                 | Đại diện sản phẩm Kem Tuỳ Biến                                 |                                                                                           |
| 2018      | Douyin (TikTok)                         | Giám đốc điều hành                                             |                                                                                           |
| 2018      | Dầu gội Clear                           | Đại diện thương hiệu                                           |                                                                                           |
| 2018      | Louis Vuitton                           | Đại diện thương hiệu toàn cầu đầu tiên                         | lần đầu tiên Louis Vuitton công bố người đại diện thương hiệu, tạm dừng hợp tác           |
| 2018      | Rượu whisky Chivas Regal                | Đại diện thương hiệu toàn cầu                                  |                                                                                           |
| 2019      | Thức ăn vặt cao cấp Bestore             | Đại diện thương hiệu                                           |                                                                                           |
| 2019      | Mĩ phẩm KANS                            | Đại diện dòng mặt nạ dưỡng da                                  |                                                                                           |
| 2019      | Kẹo cao su không đường Extra            | Đại diện thương hiệu                                           |                                                                                           |
| 2019      | Lancôme                                 | Đại diện thương hiệu khu vực Châu Á - Thái Bình Dương đầu tiên | đến tháng 6/2021                                                                          |
| 2019      | Dụng cụ nhà bếp thông minh Vitti Hoa Đế | Đại diện thương hiệu                                           |                                                                                           |
| 2020      | Hồng trà lạnh Khang Sư Phụ              | Đại diện thương hiệu                                           |                                                                                           |
| 2020      | Nước tăng lực của Pháp Mizone           | Đại diện thương hiệu toàn cầu đầu tiên                         |                                                                                           |
| 2020      | Khăn giấy cao cấp của Đức Tempo         | Đại diện thương hiệu                                           |                                                                                           |
| 2020      | Kính mắt GENTLE MONSTER                 | Hợp tác xuyên biên giới                                        | Hợp tác ra mắt bộ sưu tập GENTLE WU (GMxKW)                                               |
| 2020      | Game Vương giả vinh diệu                | đại diện thương hiệu game                                      | vị trí đi rừng, cùng Dương Mịch, Victoria Song, Dịch Dương Thiên Tỉ, Lý Hiện              |
| 2020      | Nước tẩy rửa Liby                       | đại diện thương hiệu                                           |                                                                                           |
| 2021      | Ứng dụng Tencent Video                  | đại diện ứng dụng                                              |                                                                                           |
| 2021      | Porsche Motorsport (Đua xe thể thao)    | đại diện đua xe thể thao khu vực Trung Quốc đầu tiên           |                                                                                           |
| 2021      | Bia Tuborg                              | đại diện thương hiệu toàn cầu đầu tiên                         |                                                                                           |
| 2021      | Dầu gội SeeYoung                        | đại diện thương hiệu toàn cầu                                  |                                                                                           |
| 2021      | App Vân Thính                           | nhân viên giới thiệu âm thanh                                  |                                                                                           |

## Thời trang

### Bìa tạp chí
Tháng 5 năm 2017, Ngô Diệc Phàm chính thức trở thành nghệ sĩ Trung Quốc đầu tiên full bìa Thập đại tạp chí gồm Ngũ đại tạp chí nam & Ngũ đại tạp chí nữ
| Năm  | Kỳ                             | Tên tạp chí                                                               | Trang          | Ghi chú |
| ---- | ------------------------------ | ------------------------------------------------------------------------- | -------------- | --- |
| 2013 | Nguyệt san tháng 9             | In Shanghai                                                               | Trang bìa      | bìa đơn |
| 2014 | Nguyệt san tháng 5             | In Shanghai                                                               | Trang bìa      | bìa đơn |
| 2014 | Nguyệt san tháng 12            | Esquire                                                                   | Trang bìa      | Bìa đặc biệt cuối năm, các nhân vật đại biểu trong năm. Ngô Diệc Phàm - Thần tượng của năm |
| 2015 | Nguyệt san tháng 1             | SE Weekly                                                                 | Trang bìa      | bìa đơn |
| 2015 | Nguyệt san tháng 2             | Beijing Youth Weekly                                                      | Trang bìa      | bìa đơn |
| 2015 | Nguyệt san tháng 2             | Đương Đại Ca Đàn                                                          | Song trang bìa | bìa đơn |
| 2015 | Nguyệt san tháng 2             | EASY                                                                      | Trang bìa      | bìa đơn |
| 2015 | Nguyệt san tháng 2             | BLOG Weekly                                                               | Trang bìa      | cùng Từ Tịnh Lôi |
| 2015 | Nguyệt san tháng 2             | Harper's BAZAAR                                                           | Trang bìa      | nam nghệ sĩ trẻ nhất được lên trang bìa, cùng Từ Tịnh Lôi |
| 2015 | Nguyệt san tháng 2             | In Shanghai                                                               | Trang bìa      | bìa đơn |
| 2015 | Nguyệt san tháng 7             | Our Street Style                                                          | Trang bìa      | bìa đơn |
| 2015 | Nguyệt san tháng 7             | VOGUE CHINA                                                               | Trang bìa      | nam nghệ sĩ đầu tiên được lên trang bìa của tạp chí này, cùng Kendall Jenner (bìa đầu tiên trong Ngũ đại tạp chí nữ)                                                                                                 |
| 2015 | Nguyệt san tháng 8             | L'OFFICIEL HOMMES                                                         | Trang bìa      | bìa đơn, nam nghệ sĩ 9x đầu tiên được lên bìa (bìa đầu tiên trong Ngũ đại tạp chí nam) |
| 2015 | Nguyệt san tháng 8             | FEMINA                                                                    | Trang bìa      | bìa đơn |
| 2015 | Nguyệt san tháng 10            | GRAZIA                                                                    | Trang bìa      | Bìa đơn |
| 2015 | Mùa thu                        | MINT EDITION UK                                                           | Trang bìa      | bìa đơn, nghệ sĩ Trung Quốc 9x đầu tiên lên bìa tạp chí nước ngoài |
| 2015 | Nguyệt san tháng 10            | Marie Claire                                                              | Trang bìa      | Bìa đơn ngân thập, nam nghệ sĩ người Hoa đầu tiên lên bìa tạp chí này (bìa thứ hai trong Ngũ đại tạp chí nữ) |
| 2015 | Nguyệt san tháng 10            | Rayli                                                                     | Trang bìa      | bìa đơn |
| 2015 | Nguyệt san tháng 11            | TRENDS HEALTH                                                             | Song trang bìa | bìa đơn |
| 2015 | Nguyệt san tháng 12            | YOHO!TRENDS                                                               | Trang bìa      | bìa đơn |
| 2015 | Nguyệt san tháng 12            | In Shanghai                                                               | Trang bìa      | bìa đơn |
| 2015 | Nguyệt san tháng 12            | PEOPLE                                                                    | Trang bìa      | Bìa đặc biệt cuối năm, bìa nhóm Gương mặt của năm, Ngô Diệc Phàm - nam nghệ sĩ 9x đầu tiên - Thần tượng của năm |
| 2015 | Nguyệt san tháng 12            | SE Weekly                                                                 | Trang bìa      | bìa đơn |
| 2016 | Nguyệt san tháng 1             | Esquire                                                                   | Trang bìa      | Lên bìa lần 2, bìa đặc biệt đầu năm, cùng Phùng Tiểu Cương, Lý Dịch Phong (bìa thứ hai trong Ngũ đại tạp chí nam) |
| 2016 | Nguyệt san tháng 1             | COSMOPOLITAN                                                              | Trang bìa      | Bìa đơn đặc biệt đầu năm (bìa thứ ba trong Ngũ đại tạp chí nữ) |
| 2016 | Nguyệt san tháng 2             | GRAZIA                                                                    | Trang bìa      | Lên bìa lần 2, bìa đơn |
| 2016 | Nguyệt san tháng 2             | Harper's BAZAAR MEN                                                       | Trang bìa      | bìa đơn (bìa thứ ba trong Ngũ đại tạp chí nam) |
| 2016 | Nguyệt san tháng 4             | PEOPLE                                                                    | Trang bìa      | Nam nghệ sĩ 9x đầu tiên được lên bìa đơn của tạp chí này |
| 2016 | Nguyệt san tháng 7             | LIFE STYLE                                                                | Trang bìa      | bìa đơn |
| 2016 | Nguyệt san tháng 9             | YOHO!GIRL                                                                 | Trang bìa      | Bìa đơn, nam nghệ sĩ đầu tiên được lên bìa tạp chí này |
| 2016 | Nguyệt san tháng 10            | YOHO!TRENDS                                                               | Trang bìa      | Bìa đơn |
| 2016 | Nguyệt san tháng 10            | VOGUE ME                                                                  | Trang bìa      | Bìa đơn, nam nghệ sĩ đầu tiên lên bìa đơn của tạp chí này |
| 2016 | Nguyệt san tháng 10            | GQ                                                                        | Trang bìa      | Bìa đơn ngân thập, nam nghệ sĩ sinh sau năm 85 đầu tiên lên bìa của tạp chí này (bìa thứ tư trong Ngũ đại tạp chí nam) Lần lên bìa này giúp Ngô Diệc Phàm chính thức full bìa hạng nhất tạp chí nam là GQ và Esquire |
| 2016 | Nguyệt san tháng 10            | T Magazine (bản Trung của tờ The NewYork Time)                            | Trang bìa      | Bìa đơn ngân thập |
| 2016 | Nguyệt san tháng 10            | SIZE Trend of life                                                        | Trang bìa      | Bìa đơn |
| 2016 | Nguyệt san tháng 11            | Harper's BAZAAR                                                           | Trang bìa      | Bìa đơn, lên bìa lần 2 (bìa thứ tư trong Ngũ đại tạp chí nữ) |
| 2016 | Nguyệt san tháng 12            | ELLE MEN                                                                  | Trang bìa      | Bìa đơn đặc biệt cuối năm (bìa thứ năm trong Ngũ đại tạp chí nam, chính thức full bìa Ngũ đại tạp chí nam) |
| 2017 | Nguyệt san tháng 5             | ELLE                                                                      | Trang bìa      | bìa đơn (bìa thứ năm trong Ngũ đại tạp chí nữ, chính thức full bìa Ngũ đại tạp chí nữ) |
| 2017 | Nguyệt san tháng 9             | Esquire                                                                   | Trang bìa      | Bìa nhóm kim cửu, lên bìa lần 3 |
| 2017 | Nguyệt san tháng 9             | BoF (tạp chí được mệnh danh là "Thánh kinh của giới thời trang thế giới") | Trang bìa      | Nghệ sĩ châu Á đầu tiên được lên trang bìa tạp chí BoF, kì thứ 10 |
| 2017 | Nguyệt san tháng 10            | Tuần san thương nghiệp                                                    | Trang bìa      | bìa đơn |
| 2017 | Nguyệt san tháng 11            | Harper's BAZAAR                                                           | Trang bìa      | Bìa đơn mừng sinh nhật, lên bìa lần 3 |
| 2017 | Nguyệt san tháng 12            | T Magazine                                                                | Trang bìa      | Bìa đơn đặc biệt cuối năm, lên bìa lần 2 |
| 2018 | Nguyệt san tháng 6             | VOGUE ME                                                                  | Trang bìa      | Cùng Stella Maxwell, lên bìa lần 2 |
| 2018 | Nguyệt san tháng 7             | GQ                                                                        | Trang bìa      | bìa đơn, lên bìa lần 2 |
| 2018 | Nguyệt san tháng 7             | Clash Magazine                                                            | Trang trong    | bìa đơn, tạp chí âm nhạc và thời trang danh tiếng của Anh |
| 2018 | Nguyệt san tháng 8             | Flaunt Magazine                                                           | Trang trong    | bìa đơn, tạp chí thời trang và văn hoá danh tiếng của Mĩ |
| 2018 | Nguyệt san tháng 8             | TMRW                                                                      | Trang bìa      | bìa đơn, tạp chí danh tiếng của Anh |
| 2018 | Nguyệt san tháng 12            | Harper's BAZAAR                                                           | Trang bìa      | Bìa đơn, lên bìa lần 4, danh phận người đại diện thương hiệu Louis Vuitton |
| 2019 | Nguyệt san tháng 3             | Harper's BAZAAR Nhật Bản                                                  | Trang bìa      | Bìa đơn được mua lại từ bìa Harper's BAZAAR Trung Quốc tháng 12/2018, nam nghệ sĩ Trung Quốc đầu tiên lên bìa tạp chí này                                                                                            |
| 2019 | Mùa Xuân                       | CRASH Magazine                                                            | Trang bìa      | Trang bìa thứ 2, bìa đơn, tạp chí thời trang danh tiếng của Pháp |
| 2019 | Đặc san thời trang nam Xuân Hè | Modern Weekly                                                             | Trang bìa      | lên bìa lần 2, cùng Virgil Alboh - CEO thời trang nam của Louis Vuitton |
| 2019 | Nguyệt san tháng 7             | Harper's BAZAAR                                                           | Trang bìa      | bìa đơn, lên bìa lần 5 |
| 2019 | Nguyệt san tháng 7             | Harper's BAZAAR MEN                                                       | Trang bìa      | bìa đơn, lên bìa lần 2 |
| 2019 | Nguyệt san tháng 9             | WSJ. Men's Style · China                                                  | Trang bìa      | bìa đơn, nghệ sĩ đầu tiên lên bìa kim cửu của tạp chí này |
| 2019 | Nguyệt san tháng 11            | Esquire                                                                   | Trang bìa      | bìa đơn mừng sinh nhật, lên bìa lần 4 |
| 2020 | Nguyệt san tháng 2             | Marie Claire                                                              | Trang bìa      | lên bìa lần 2, gồm 1 bìa đơn và 1 bìa đôi cùng với Koki |
| 2020 | Nguyệt san tháng 3             | T Magazine                                                                | Trang bìa      | bìa đơn, lên bìa lần 3 |
| 2020 | Nguyệt san tháng 5             | Tuần san So Figaro                                                        | Trang bìa      | Bìa đơn được reprint từ ảnh quảng cáo cho chiến dịch Bvlgari Mai Troppo |
| 2020 | Nguyệt san tháng 7             | Harper's BAZAAR                                                           | Trang bìa      | bìa đơn, lên bìa lần 6 |
| 2020 | Nguyệt san tháng 8             | Harper's BAZAAR Việt Nam                                                  | Trang bìa      | Bìa đơn |
| 2020 | Nguyệt san tháng 9             | COSMOPOLITAN                                                              | Trang bìa      | bìa đơn kim cửu, lên bìa lần 2, nam nghệ sĩ 9x đầu tiên lên bìa kim cửu của tạp chí này |
| 2020 | Nguyệt san tháng 9             | DAZED                                                                     | Trang bìa      | bìa đơn |
| 2020 | Thu - Đông                     | DAZED Anh Quốc                                                            | Trang bìa      | bìa đơn, nam nghệ sĩ Trung Quốc đầu tiên |
| 2021 | Nguyệt san tháng 7             | COSMOPOLITAN                                                              | Trang bìa      | song bìa đơn, lên bìa lần 3 |
| 2021 | Nguyệt san tháng 8             | ELLE                                                                      | Trang bìa      | song bìa đơn, lên bìa lần 2 |

## Giải thưởng

### Giải thưởng điện ảnh
| Thời gian  | Lễ trao giải                                                     | Đề cử                                                  | Tác phẩm                             | Ghi chú   |
| ---------- | ---------------------------------------------------------------- | ------------------------------------------------------ | ------------------------------------ | --------- |
| 09/05/2015 | Liên hoan phim sinh viên đại học Bắc Kinh lần thứ 22             | Diễn viên mới xuất sắc nhất                            | Có một nơi chỉ chúng ta biết         | Đề cử     |
| 19/05/2015 | Liên hoan phim quốc tế Hoa ngữ London lần thứ 3                  | Nam diễn viên xuất sắc nhất                            | Có một nơi chỉ chúng ta biết         | Đề cử     |
| 19/05/2015 | Liên hoan phim quốc tế Hoa ngữ London lần thứ 3                  | Nam diễn viên mới xuất sắc nhất                        | Có một nơi chỉ chúng ta biết         | Đoạt giải |
| 07/01/2016 | Đêm hội Weibo 2015                                               | Nam diễn viên điện ảnh lực lượng mới                   | Lão Pháo Nhi                         | Đoạt giải |
| 18/06/2016 | Liên hoan phim quốc tế Thượng Hải lần thứ 19                     | Diễn viên mới nhận được sự chú ý của truyền thông nhất | Hạ hữu kiều mộc nhã vọng thiên đường | Đoạt giải |
| 26/10/2016 | Liên hoan phim quốc tế Tokyo - Tuần lễ phim Trung Quốc "Kim Hạc" | Nam chính xuất sắc nhất                                | Hạ hữu kiều mộc nhã vọng thiên đường | Đoạt giải |

### Forbes China Celebrity 100
| Năm  | Hạng | Ref.   |
| ---- | ---- | ------ |
| 2015 | 42th | [ 77 ] |
| 2017 | 10th | [ 78 ] |
| 2019 | 10th | [ 79 ] |
| 2020 | 8th  | [ 80 ] |

## Hoạt động kinh doanh

### Thương hiệu A.C.E
Ngày 28 tháng 12 năm 2018, Ngô Diệc Phàm hợp tác với Công ty TNHH trang sức đá quý Lucky Me thuộc Mi Ecosystem (Hệ sinh thái công nghệ XiaoMi) đã công bố ra mắt thương hiệu thời trang A.C.E (Accessory Culture Evolution).
Trong đó, Công ty TNHH trang sức đá quý - Lucky Me do Mi Ecosystem góp vốn 550.000 NDT nắm giữ 55% cổ phần và Ngô Diệc Phàm góp vốn 450.000 NDT, nắm giữ 45% cổ phần, là người sáng lập, cổ đông hội đồng quản trị, kiêm giám đốc điều hành và tổng giám đốc sáng tạo của thương hiệu. Ngoài ra, A.C.E cũng chính do Ngô Diệc Phàm đặt tên và tham gia thiết kế. Hiện tại, sản phẩm của thương hiệu gồm 4 dòng chính: Vô uý, A.C.E, Cao cấp và Tennis.
Vào ngày mở bán đầu tiên, thương hiệu đã chốt thu nhập được 8 triệu NDT. Ngày khai trương mở bán chỉ mới 6 giờ đã sold out toàn bộ 4 series sản phẩm, lần thứ hai bổ sung đã sold out trong vòng 8 giờ, chốt thu nhập lên đến 8 triệu NDT, bình quân đơn hàng là 3000, đồng thời đoạt luôn Top 1 sản phẩm trang sức bán chạy ở các trung tâm thương mại.